# Seznam mlýnů v Praze

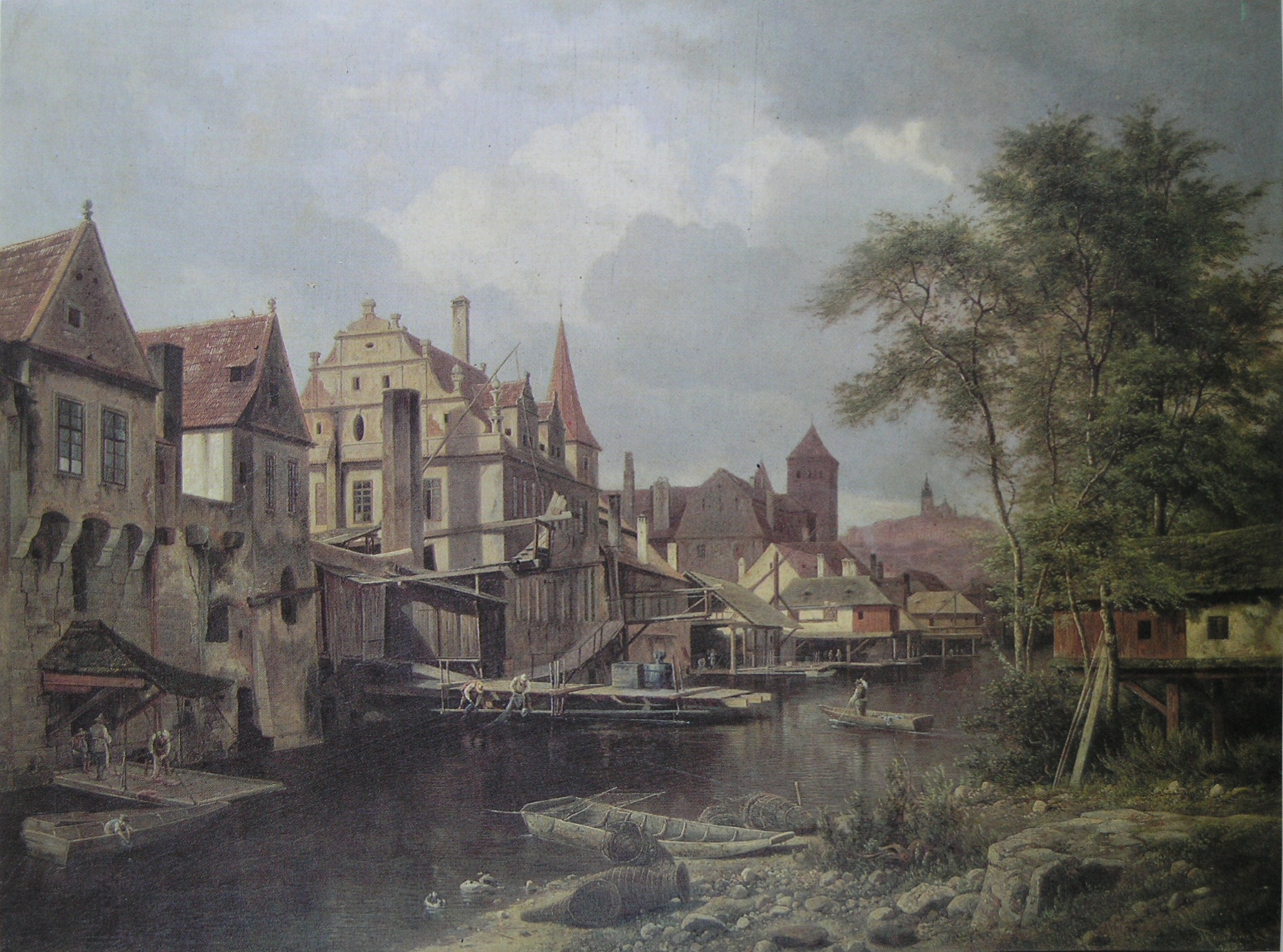
B. Havránek: Helmovy mlýny na Novém Městě, 1853

Seznam mlýnů v Praze obsahuje převážně vodní mlýny, zachovalé i zaniklé, při řece Vltavě na území Prahy a na potocích v pražských čtvrtích na pravém a levém břehu Vltavy. V závorce kurzívou jsou uvedeny další názvy mlýnů. Seznam není úplný.

## Parní mlýny

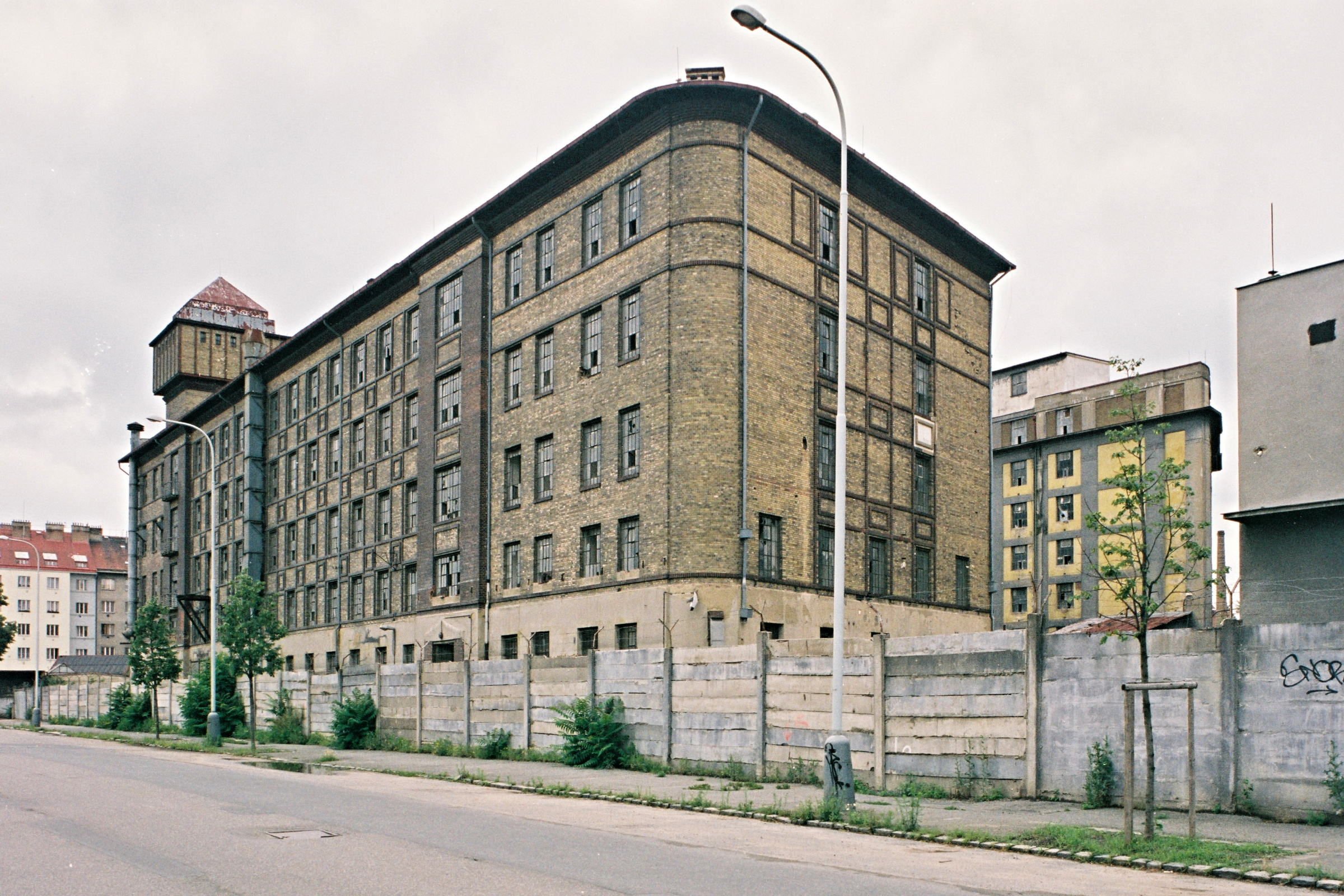
Akciové parní mlýny

- Akciové parní mlýny – Holešovice (1909–1911)
- Parní mlýn a pekárna Odkolek – Vysočany čp. 256 (1910–1911)[1]
- Hostivařské mlýny a pekárny – Hostivař, čp. 1309 (1920–1923 Bohumil Hübschmann)[2]
- Nuselský parní mlýn – Nusle (1909)
- Písnický parní mlýn – Písnice, Putimská 5/6
- Sovovy mlýny – Odkolkův parní mlýn na Kampě zničený požárem roku 1896 (1872)

## Větrné mlýny
- Větrný mlýn na Strahově
- Větrný mlýn (Břevnov)

## Vodní mlýny

### Mlýny při řece Vltavě

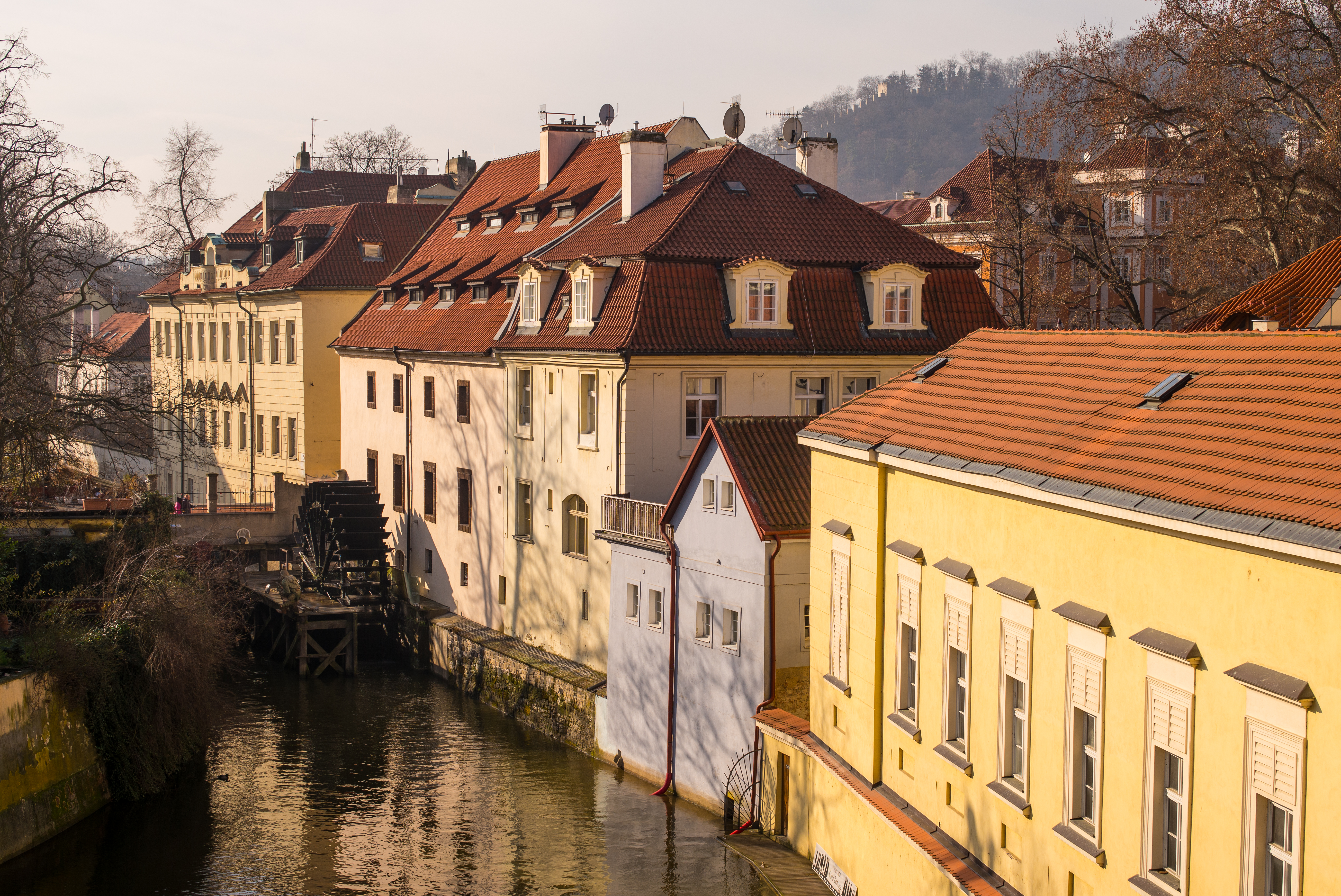
Velkopřevorský mlýn

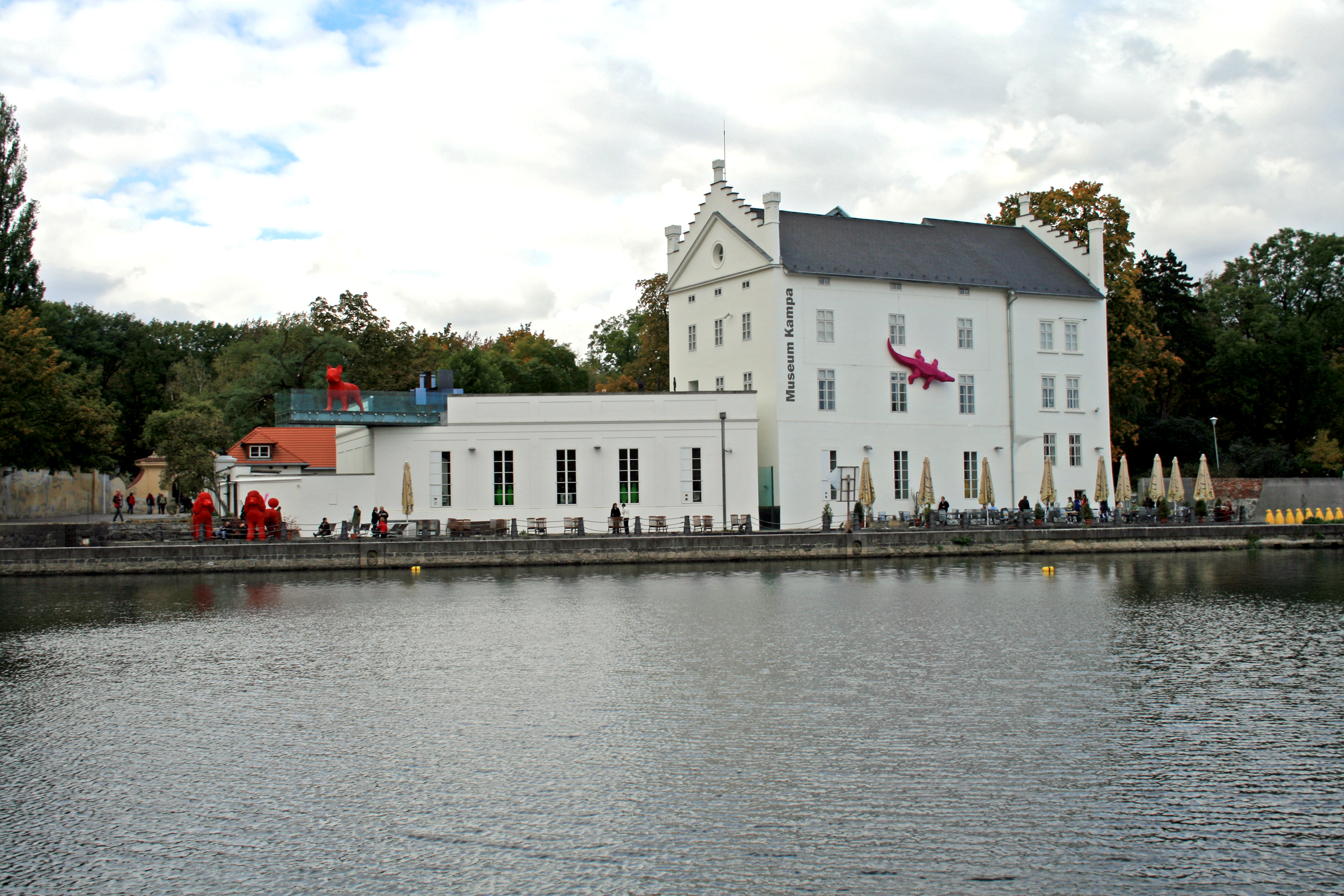
Sovovy mlýny

- Komořanské mlýny – Komořany, zanikly
- Starý mlýn – Modřany, Komořanská 52, zanikl
- Hartlův mlýn (Pardubův, Jezuitský, Kropáčův) – Smíchov, Nábřežní 87/8
- Petržilkovský mlýn (Kartouzský) – Smíchov, Nábřežní 90/4
- Šítkovské mlýny (Novoměstské) – Nové Město, Masarykovo nábřeží 249
- Kartouzské mlýny (Horní Lodecké) – Nové Město, Masarykovo nábřeží, zanikly
- Šerlinské mlýny (Horní Lodecké, Lodní) – Nové Město, Masarykovo nábřeží, zanikly
- Huťský mlýn (Dolní, Všehrdský, Zbrojnický) – Čertovka, Malá Strana, Všehrdova 449, kulturní památka
- Zlomkovský mlýn (Maltézský, Wendingerovský) – Čertovka, Malá Strana, Nosticova 469/6, kulturní památka
- Velkopřevorský mlýn (Štěpánovský) – Čertovka, Malá Strana, Hroznová 489/3, kulturní památka
- Sovovy mlýny (Odkolkovy) – Malá Strana, U Sovových mlýnů 503/2, Museum Kampa, kulturní památka
- Johanitské mlýny (Augustinovy) – Nové Město, Smetanovo nábřeží, zanikly
- Staroměstské mlýny (8 mlýnů) – Staré Město, Novotného lávka
  - Karlovy lázně – bývalý mlýn
- Mlýny Na Pískách (Pod Hradem) – Malá Strana, Kosárkovo nábřeží, zanikly
- Olbramovské mlýny (Menhartovy, Žárovské) – Staré Město, Alšovo nábřeží 12, zanikly
- Vávrův mlýn[p 1] (Michalovicův, Nový) – Nové Město, Nové mlýny 1239/2, kulturní památka
- Dolní Lodecké mlýny (Loďkové, Lodní) – Nové Město, Klimentská 1222/27, zanikly
- Helmovy mlýny (Kubešovy) – Nové Město, Klimentská 29, zanikly
- Buriánkův mlýn – Karlín, Pobřežní 3, zanikl
- Mlýn Na Kameni (Kamenský, Rohanský, Šaškovský) – Karlín, čp. 10, zanikl
- Trojský mlýn – Troja, Povltavská 5/74
- Císařský mlýn – Bubeneč, Mlýnská 22, kulturní památka

### Mlýny na přítocích Vltavy – pravý břeh

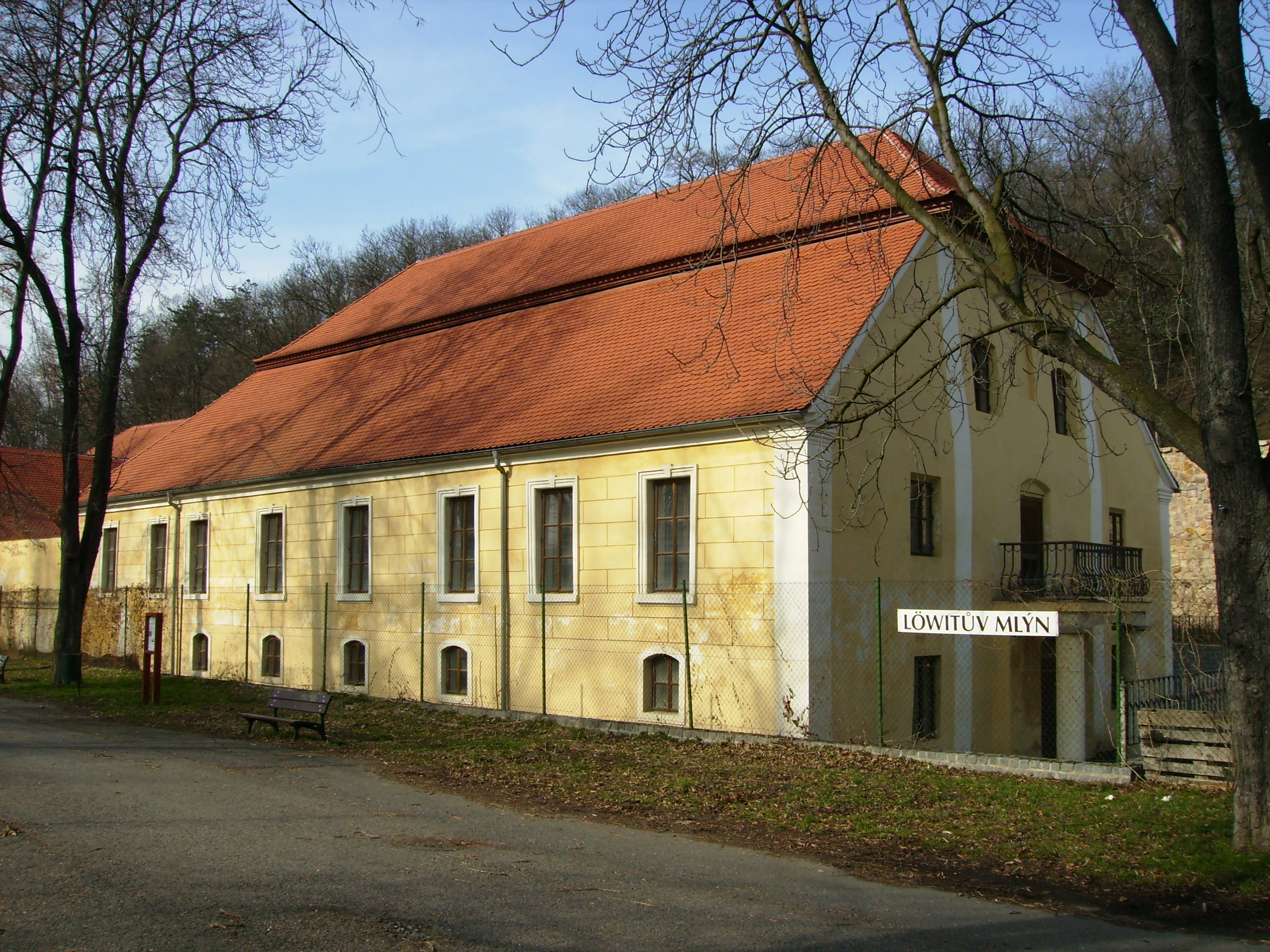
Löwitův mlýn

- Drahanský mlýn – Drahanský potok, Čimice, K Drahani 815
- Chvalský mlýn – Chvalka, Horní Počernice-Chvaly, Stoliňská 920/41
- Královický mlýn – Rokytka, Královice, Kuťatská, původní č.p. 20, zanikl
- Stachův mlýn – Běchovice, K Jalovce 11
- Dolnopočernický mlýn – Dolní Počernice, Národních hrdinů 2
- Kyjský mlýn – Kyje, Lednická 17
- Výsadní mlýn (Špitálský, Horní) – Hrdlořezy, Pod Smetankou č.p. 16, zanikl
- Kejřův mlýn – Hloubětín, K náhonu 988/3, kulturní památka
- Mlýn v Podviní – Libeň, Podvinný mlýn 73, zanikl
- Malý mlýn – Libeň, Na Rokytce č.p. 30, zanikl
- Löwitův mlýn (Velký) – Libeň, U Českých loděnic 40, kulturní památka
- Kolovratský mlýn – Říčanský potok (přítok Rokytky), Kolovraty, Do Lipan 9/18
- Mlýn v Uhříněvsi (Starý) – Uhříněves, U Starého mlýna 19/11
- Podleský mlýn – Dubeč, Podlesek 88/1, zanikl
- Dubečský mlýn – Dubeč, Netlucká 1
- Bezovka – Olšanský potok, Žižkov, zanikl
- Koníčkův mlýn (Újezd) – Botič, Újezd u Průhonic, Ke mlýnu 11, zanikl
- Fantův mlýn – Křeslice, zanikl
- Petrovický mlýn – Petrovice, Grammova 13, zanikl
- Mouchův mlýn – Hostivař, zanikl
- Švehlův mlýn (Hořejší) – Hostivař, Selská 44/36, kulturní památka
- Dolejší mlýn – Hostivař, K Horkám 16/23, kulturní památka
- Práčský mlýn – Záběhlice-Práče, Práčská 1885/12, kulturní památka
- Záběhlický mlýn (Na Hamru) – Záběhlice, Podle náhonu 69, zanikl
- Michelský mlýn – Michle, U Michelského mlýna 24/3, zanikl
- Vršovický mlýn – Vršovice, Petrohradská 3, zanikl
- Nuselský mlýn – Nusle, Křesomyslova 19, zanikl
- Folimanka – Vinohrady, zanikl
- Kapitulní mlýn (Botičský, Fabiánovský, Vyšehradský) – Nové Město, Na Výtoni 254/2, kulturní památka
- mlýn v Dobré Vodě – Dobrá Voda, Křeslice, Na Dobré vodě 39
- Benický mlýn – Pitkovický potok, Benice č.p. 10
- Mlýn v Pitkovičkách – Pitkovice-Pitkovičky, původní č.p. 20, zanikl
- Hořejší mlýn (Kunratice) – Kunratický potok, Kunratice, K Verneráku 43/33, zanikl
- Bartůňkův mlýn (Dolejší) – Kunratice, K Borovíčku 45
- Podhradní mlýn – Kunratice, zanikl
- Krčský mlýn – Krč, Před nádražím 745/4, zanikl
- Branický mlýn (Trojanův) – Braník, Za Mlýnem 38, zanikl
- Mlejnek – Braník, Na Mlejnku, zanikl
- Rážův mlýn (Podskalský) – Libušský potok, Modřany, K dolům, původní č.p. 33, zanikl

### Mlýny na přítocích Vltavy – levý břeh

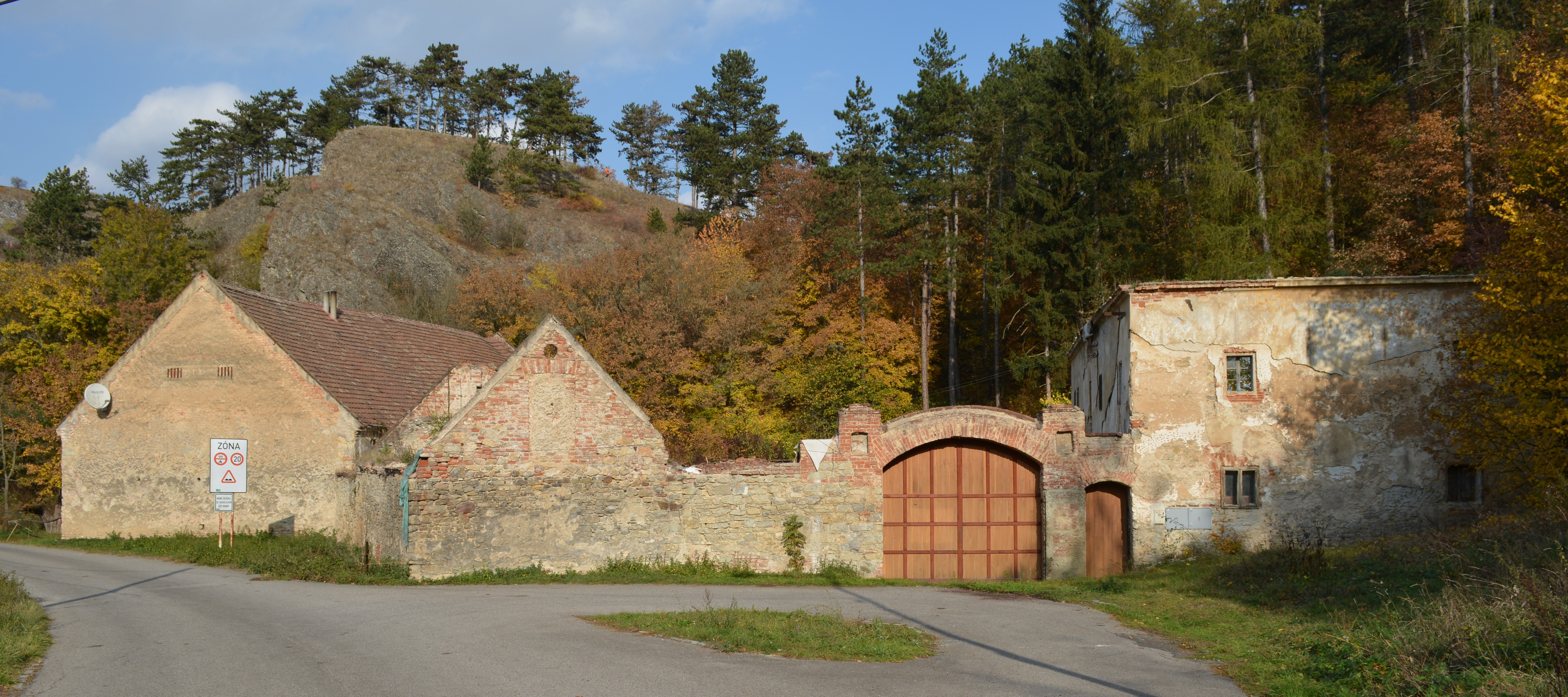
Horův mlýn

- Trojanův mlýn (Přední) – Únětický potok, Suchdol, č.p. 16/2, kulturní památka
- Tůmův mlýn (Zadní, Zbořený) – Suchdol, č.p. 17, zbořen
- Spálený mlýn – Suchdol, č.p. 26/5
- Ruzyňský mlýn – Šárecký potok, Ruzyně, Jinočanská, zbořen
- Libocký mlýn – Liboc, Libocká 175/58
- Hovorkův mlýn – Liboc, Divoká Šárka 356/1
- Čertův mlýn (Tučkův) – Liboc, Divoká Šárka 39/4, kulturní památka
- Dubový mlýn – Dejvice-Jenerálka, Ke Kulišce 43
- Záporecký mlýn (Na posledním penízi, Kalinův) – Dejvice, V Šáreckém údolí 29
- Mlýnek – Dejvice, V Šáreckém údolí 25/85
- Malý mlýnek – Dejvice, V Šáreckém údolí 44/17
- Kalousovský mlýn (Podbabský) – Dejvice-Podbaba, V Podbabě 40/29
- Lysolajský mlýn – Lysolajský potok, Lysolaje, Starodvorská 13/2
- Lysolajský mlýn – Lysolaje, Lysolajské údolí 35
- Mlýn na Novém Světě – Brusnice, Hradčany, Černínská, zanikl
- Mlýn v Jelením příkopu – Hradčany, Chotkova silnice, zanikl
- Maltézský mlýn (Tomanovský, Motolský) – Motolský potok, Motol čp.10
- Košířský mlýnek – Košíře, Vrchlického, původní č.p. 11, zanikl
- Trunečkův mlýn – Dalejský potok, Řeporyje, čp. 25
- Mlýn Rohlov (Rohlovský, Suchý, Nový, Klokanův) – Holyně
- Horův mlýn (Klukovický) – Hlubočepy čp. 301
- Dalejský mlýn – Prokopské údolí, Jinonice, původní čp. 257
- Michnův mlýn – Hlubočepy, původní čp. 1
- Hlubočepský mlýn – Hlubočepy, původní čp. 20
- Červený mlýn – Zlíchov, osada Křenkov
- Malochuchelský mlýn – Mariánsko-Lázeňský potok, Malá Chuchle, V lázních 5/9

### Mlýny na Berounce a jejích přítocích
- Blukský mlýn – Berounka, Lipence-Dolní Černošice, Nad jezem 497
- Taslarův mlýn (Rutický, Brejchův, Hořejší, Podkopanský) – Radotínský potok, Zadní Kopanina, U Skopců č.p. 6
- Maškův mlýn (Špačkův, Brejchův, Zadní) – Zadní Kopanina, K Zadní Kopanině č.p. 30 (ev.7), kulturní památka
- Mlýn Rutice (Špačkův mlýn) – Radotín, Na Cikánce č.p. 39
- Nový Kalinův mlýn (Radotín) – Radotín, Na Cikánce č.p. 39, zbořen 1985
- Šarbochův mlýn (Zemanův) – Radotín-Kosoř, Na Cikánce č.p. 28, zbořen 1958
- Drnův mlýn (Na Drnu, Přední Mašek) – Radotín, Na Cikánce č.p. 20, zbořen 1958
- Hadrovský mlýn (U Hadrů, Hadrový, Brouchův) – Radotín, K Cementárně č.p. 23
- Hořejší mlýn (Radotín) (Böhmův) – Radotín, Pod Klapicí č.p. 15
- Prostřední mlýn (Radotín) (Farářský, Panský, U Hamanů) – Radotín, nám.Osvoboditelů 9, kulturní památka
- Dolejší mlýn (Radotín) (Šnajberkův, Smaltovna) – Radotín, Václava Balého č.p. 25

### Mlýny na přítocích Labe
- Červený mlýn – Červenomlýnský potok, Ďáblice, U Červeného mlýnku 23
- Bílý mlýn – Čakovice, Bělomlýnská, zanikl
- Miškovický mlýn – Miškovice, Polabská 84
- Na mlejnku – Vinořský potok, Vinoř, Ke mlýnku 136, původní č.p. 44
- Dolejší mlýn – Vinoř, zanikl